# Michèle Mouton
Michèle Mouton (rođena 23. lipnja 1951.) bivša je francuska reli-vozačica, najuspješnija vozačica relija u povijesti, kao i najuspješnija žena u svijetu motosporta.
Mouton je nastupala na utrkama svjetskog prvenstva u reliju (WRC) od 1974.g. do 1986. Ukupno je zabilježila 50 nastupa na WRC utrkama, 4 pobjede, dok je 9 puta završila utrku na pobjedničkom podiju. Najbolji plasman u karijeri joj je bio 1982. kada je u konačnom poretku završila kao druga.
Godine 1984. postala je prva žena pobjednica Pikes Peak utrke. 2010. postala je dužnosnica u FIA-i. 